# Stefan Wul
Stefan Wul, pseudonimo di Pierre Pairault (Parigi, 27 marzo 1922 – Évreux, 26 novembre 2003), è stato uno scrittore di fantascienza francese.
I suoi romanzi sono stati tradotti in numerose lingue.

## Biografia
Pierre Pairault nacque nel 1922 nel IV arrondissement di Parigi e seguì gli studi classici presso il Collège Saint-Léon Rocroy, conseguendo la laurea in filosofia nel 1940.
Alla fine della seconda guerra mondiale si diplomò come chirurgo dentale. Si sposò nel 1951. Lasciò Parigi per stabilirsi in Normandia nel 1952.
Pairault era un chirurgo dentale, ma la fantascienza era la sua vera passione. La maggior parte dei suoi libri si riflettevano sulla scienza. Pairault si ritirò dalla chirurgia dentale nel 1989 per dedicarsi alla letteratura a tempo pieno.
Ha pubblicato undici romanzi tra il 1956 e il 1959 e un dodicesimo nel 1977. 
La sua fama al di fuori della Francia è dovuta agli adattamenti animati di due dei suoi romanzi fatti dal regista René Laloux: dal romanzo breve Homo Domesticus (Oms en série, 1957) Laloux ha tratto il film Il pianeta selvaggio (La Planète sauvage), uscito nel 1973; mentre Les Maîtres du temps, uscito nel 1982, trae ispirazione da L'orphelin de Perdide (1958).
Gli è stato dedicato un asteroide, 213800 Stefanwul (pseudonimo usato da Pairault) .

## Opere
- Retour à zéro (1956)
- Niourk (1957)
- Rayons pour Sidar (1957)
- La grande paura (La Peur géante, 1957). Romanzo breve.
- Homo Domesticus (Oms en série, 1957), da cui è stato tratto il film Il pianeta selvaggio del 1973.
- Le Temple du passé (1957)
- L'Orphelin de Perdide (1958), da cui è stato tratto il film Les Maîtres du temps del 1982.
- La Mort vivante (1958)
- Piège sur Zarkass (1958)
- Terminus 1 (1959)
- Odyssée sous contrôle (1959)
- Noô (1977)